# Trybuna
Trybuna era un quotidiano polacco di sinistra, spesso visto come organo portavoce delle formazioni post-comuniste del paese (Socialdemocrazia della Repubblica di Polonia, Alleanza della Sinistra Democratica).

## Storia e profilo
Nato nel 1990, Trybuna ha ereditato molti elementi, compreso il suo nome, da Trybuna Ludu, il giornale ufficiale del Partito Operaio Unificato Polacco. L'editore del giornale era Ad Novum.
Il quotidiano ha cessato di esistere il 7 dicembre 2009 (ultimo numero pubblicato il 4 dicembre). Il motivo ufficiale: passività in sospeso verso i cooperatori e l'Istituto nazionale polacco di previdenza sociale (ZUS). Il suo ultimo redattore capo fu Wiesław Dębski.
La tiratura di Trybuna è stata di 48 509 copie nel periodo gennaio-febbraio 2001. La sua tiratura nel 2009 è stata di 50 000 copie.